# Масляев, Геннадий Александрович
Генна́дий Алекса́ндрович Масля́ев (21 ноября 1958, Редриково, Горьковская область) — советский и российский футболист (защитник и полузащитник), футбольный арбитр, тренер. Мастер спорта СССР (1991).

## Биография
С детства занимался на стадионе «Полет», Зимой — в хоккей, летом — в футбол. В футболе тренером был Виктор Яковлевич Сорокин, в хоккее — Борис Дмитриевич Лебедев. Перед службой в армии играл за футбольную команду «Полет», провёл несколько матчей во второй лиге ХК «Полёт».
Служил в ВДВ в Каунасе и Фергане.
В командах мастеров дебютировал в 1983 году в команде второй лиги «Волга» Горький. Победив в первых трёх матчах, клуб затем потерпел 20 поражений при трёх ничьих и занял последнее место в группе. После следующего сезона «Волга» прекратила существование, и 1985 год Масляев отыграл в «Химике» Дзержинск. Перед следующим сезоном приглашался Арсеном Найденовым, под руководством которого работал в 1984 году, в новороссийский «Цемент», но решил остаться в Горьком и 1986 год провёл в «Полёте».
В 1987 году в городе появилась команда «Локомотив», где Масляев сразу стал капитаном. В 1989 вместе с клубом вышел в первую лигу, в 1992—1993 в высшей лиге России провёл 51 матч, забил один гол.
Чемпион мира среди железнодорожников (1991, Дуйсбург).
Покинул команду в 1993 году после того, как главный тренер Валерий Овчинников обвинил его в сдаче матча «Крыльям Советов».
С 1994 года стал судить матчи первенства России, с 1996 года — главным арбитром.
В сезонах 1993/94 — 2000/2001 играл за мини-футбольный клуб «Крона» / «Крона-Росавто».
С 2001 года — тренер.